# Luís Filipe Vieira

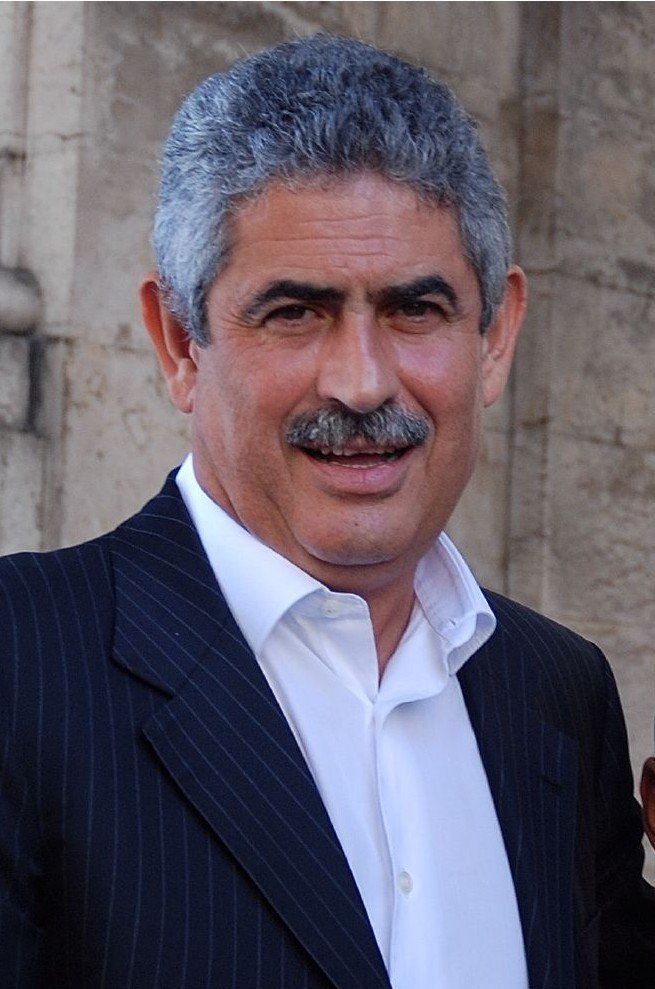
Luís Filipe Vieira

Luís Filipe Ferreira Vieira (* 22. Juni 1949 in Lissabon) ist ein portugiesischer Geschäftsmann und war Präsident des Lissabonner Sportvereins Benfica Lissabon, des mit über 235.000 Mitgliedern ehemals größten (mitgliederstärksten) Fußballvereins der Welt.
Am 3. November 2003 wurde Luís Filipe Vieira erstmals als 33. Präsident von Benfica gewählt. Bei seinem Amtsbeginn hatte er versprochen, den Club zu neu aufzurichten und war einer der maßgeblichen Verantwortlichen beim Bau des Estádio da Luz, A Catedral, der Kathedrale wie sie im Benfica-Jargon überall in Portugal heißt. Auch der Bau des neuen Trainingsgeländes in Seixal gehört in seine Amtszeit. 2006 und 2009 wurde er als Präsident wiedergewählt. Jedoch trat er am 15. Juli 2021 als Präsident zurück. Grund dafür ist von der portugiesischen Justiz angeordnete „Operation Rote Karte“, die ihn schwer belasten. Unter anderem werden ihm Betrug, Geldwäsche und Steuerhinterziehung zur Last gelegt.
Während seiner Amtszeit erreichte die erste Mannschaft des Fußballvereins mehrere Titel, darunter die Meisterschaften 2004/2005, 2009/2010 und 2013/14, die Taça de Portugal 2003/2004 und 2013/2014, und den Liga-Pokal in den Jahren 2008/2009, 2009/2010, 2010/2011, 2011/2012 und 2013/2014.